# 劉昭文 (嘉靖進士)
劉昭文（1518年—？），字汝簡，江西南安府南康縣人，軍籍，明朝政治人物。

## 生平
嘉靖十六年丁酉科江西鄉試第三十名舉人。嘉靖十七年（1538年）中式戊戌科會試第二百十二名，登第三甲第六十四名進士。授行人，进刑部貟外郎。年甫二十五，遂絶意仕进。从学于湛文简、邹文庄之门，与同志聚讲旭山，所著有《求正集》。

## 家族
曾祖劉恦；祖父劉恩澤；父劉翔，歲貢生。母王氏。具庆下。